# Aramon (gemeente)
Aramon is een gemeente in het Franse departement Gard (regio Occitanie) en telde op 1 januari 2022 4.082 inwoners, die Aramonais worden genoemd. De plaats maakt deel uit van het arrondissement Nîmes.

## Geografie
De oppervlakte van Aramon bedroeg op 1 januari 2022 31,16 vierkante kilometer; de bevolkingsdichtheid was toen 131 inwoners per km². Aramon ligt aan de rivier de Durance.

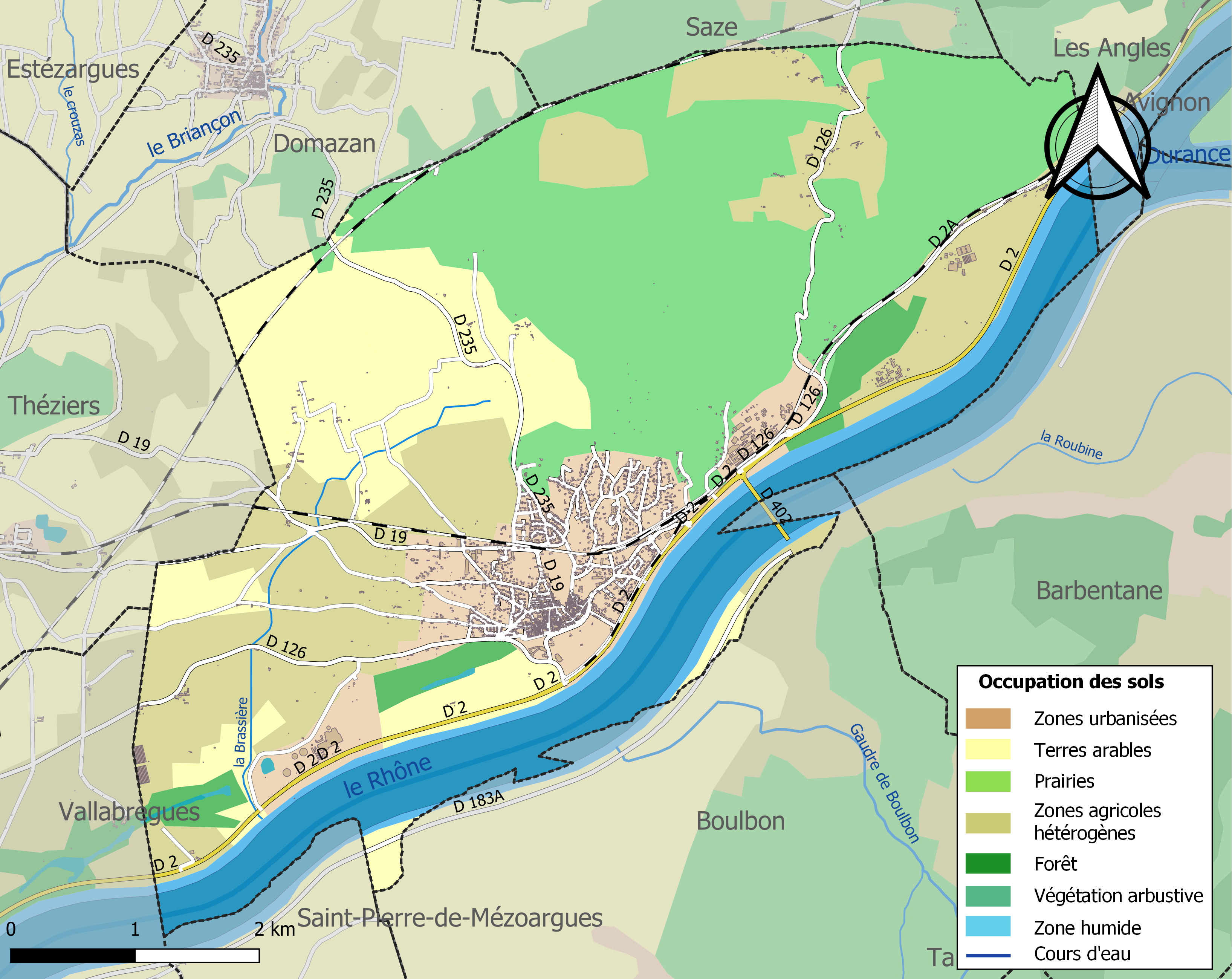
Kaart van de gemeente met belangrijkste infrastructuur, bodemgebruik en omliggende gemeenten

## Demografie
Onderstaande figuur toont het verloop van het inwonertal (bron: INSEE-tellingen).

## Geboren in Aramon
- Henri Pitot (1697-1771), waterbouwkundig ingenieur en uitvinder van de pitotbuis